# Kirche Meesiger

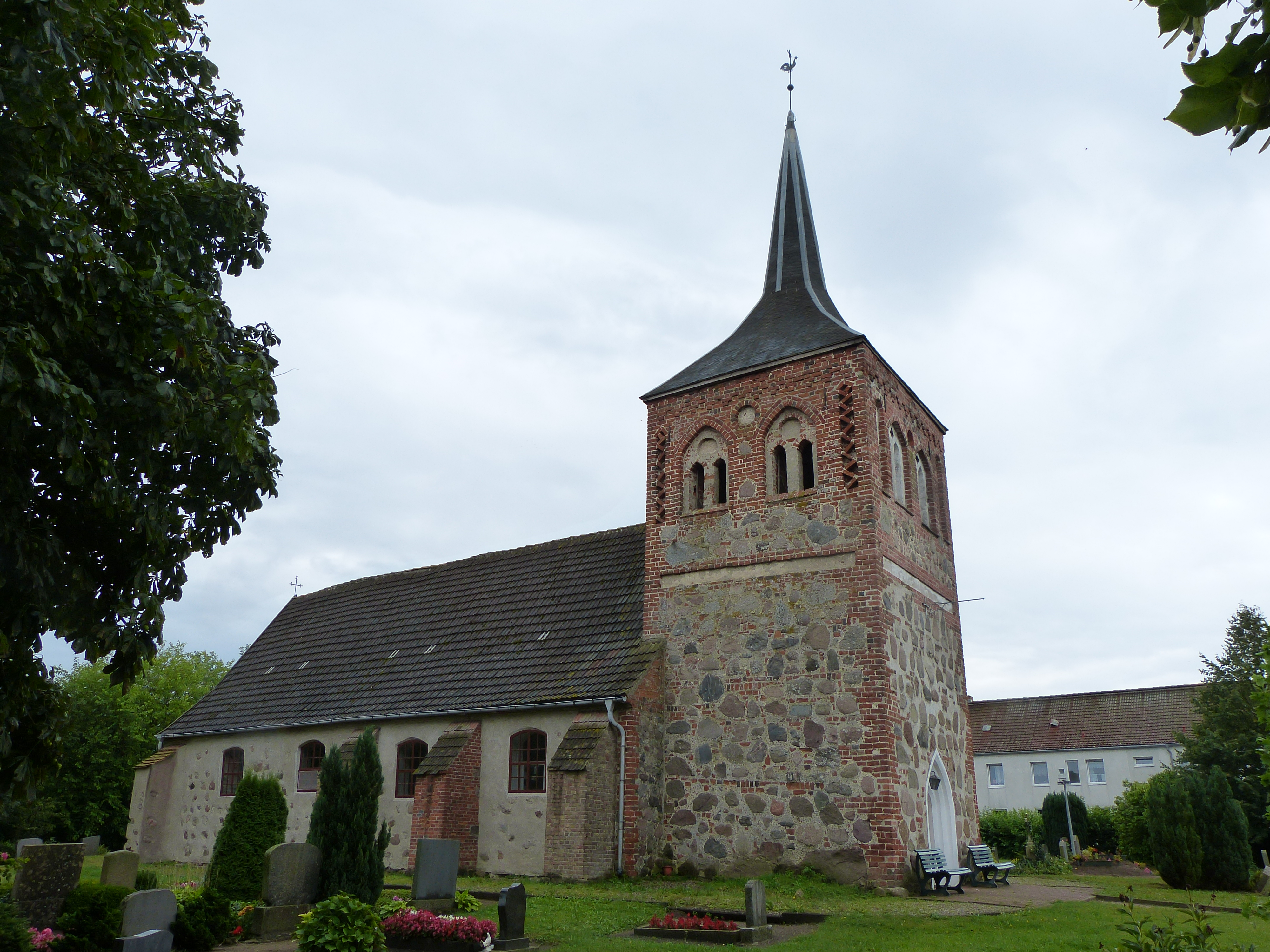
Kirche Meesiger

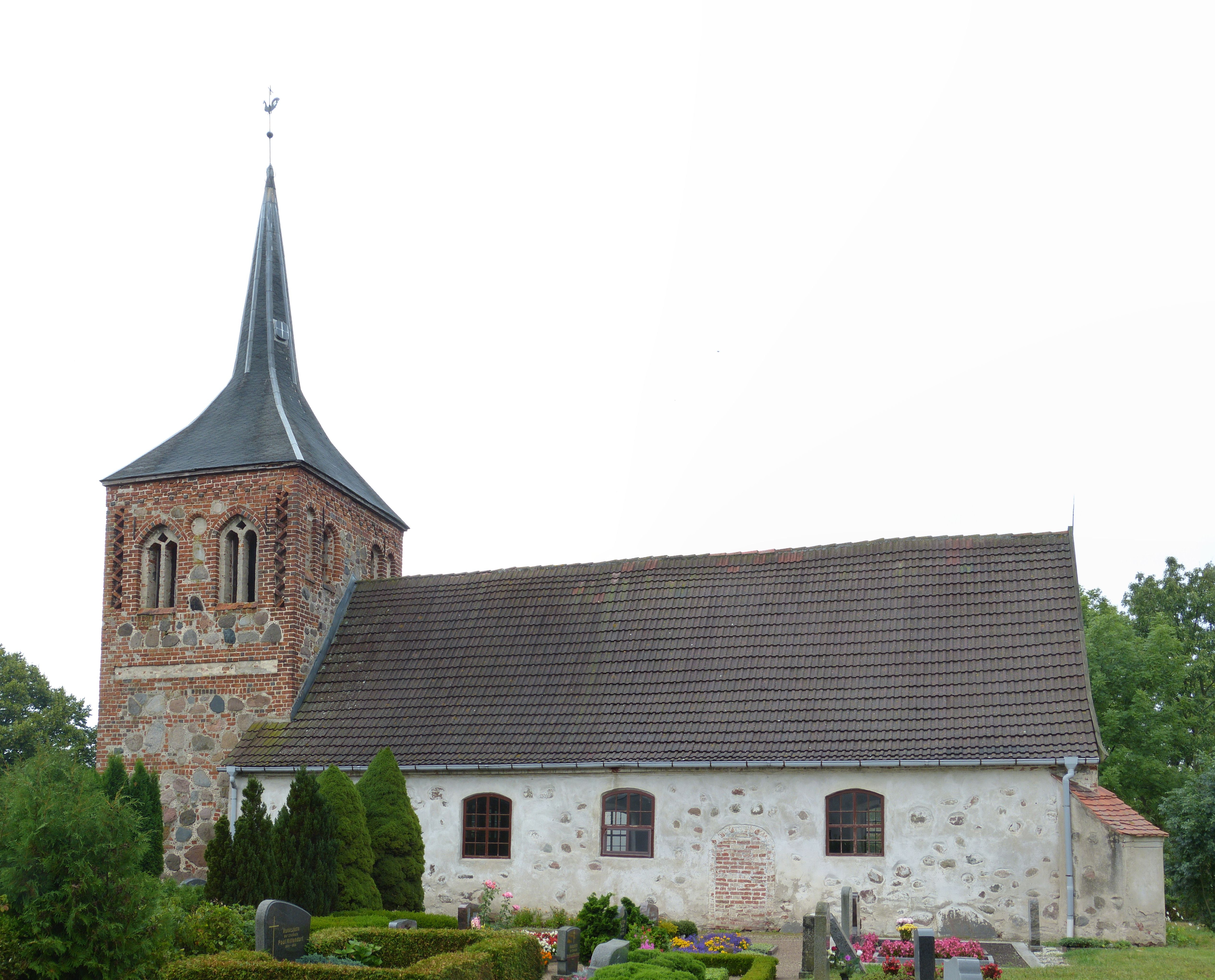
Südseite

Die Kirche Meesiger ist ein Kirchengebäude in Meesiger im Landkreis Mecklenburgische Seenplatte. Sie gehört zur Kirchengemeinde Verchen der Propstei Demmin im Pommerschen Evangelischen Kirchenkreis der Evangelisch-Lutherischen Kirche in Norddeutschland.

## Geschichte
Herzog Wartislaw III. von Pommern-Demmin schenkte das Dorf Meesiger 1255 dem Kloster Verchen. 1415 wurde mit Heinrich Selfeld (Zelvelt) ein Pfarrer in Meesiger genannt, der eine Vikarie in der Klosterkirche Verchen besaß. Nach der Aufhebung der Klöster im Herzogtum Pommern ging das Kirchenpatronat an den Landesherrn. Die Meesiger Kirche war Tochter der Wolkwitzer Kirche, bevor sie wieder der Verchener Kirchengemeinde angeschlossen wurde.

## Gebäude
Der spätgotische Westturm ist der älteste erhaltene Teil der Kirche. Er wurde aus Feldstein auf quadratischem Grundriss errichtet. Das Obergeschoss besteht aus Backstein mit paarweise zusammengefassten spitzbogigen Schallöffnungen, Blenden und Zierfriesen. Zum Turmhelm wird es durch ein Backsteinsims abgeschlossen. Das spitzbogige Westportal des Turmes ist dreifach abgestuft.
Das schlichte Langhaus wurde im 17. Jahrhundert aus Feldstein, der östliche Giebel in Fachwerkbauweise errichtet. Die Wände sind teilweise geputzt. Die Strebepfeiler am Ostgiebel und auf der Nordseite wurden nachträglich angefügt. In der Nordseite befinden sich vier, in der Südseite drei und im Ostgiebel zwei segmentbogige Fenster. Ein Südportal wurde zugemauert.

## Innenausstattung
Um 1700 wurde der mit geschnitztem Dekor und Figurenschmuck verzierte Altaraufsatz gefertigt. Im Hauptfeld befindet sich ein plastisches Kruzifix, unterhalb eine Darstellung des Letzten Abendmahls, darüber Christus als König thronend. Die Kanzel vom Ende des 17. Jahrhunderts wird von einer Mosesfigur getragen. In den Füllungen des Korbes befinden sich Bilder der Evangelisten. An die Emporen aus dem 17. Jahrhundert sind allegorische Figuren gemalt.
Die Orgel wurde 1973 von der Firma Jehmlich aus Dresden als Opus 911 gefertigt und hat vier Register mit einem Manual und angehängtem Pedal.
Das Geläut besteht aus einer Glocke von 1619, die einer von Dietrich Lamprecht für die Verchener Kirche gegossenen Glocke ähnelt, ohne dass der Name des Glockengiessers bekannt ist. Als Stifter sind der Amtshauptmann Henning von der Osten, der Pastor und zwei Gemeindevorsteher angegeben. Der Provinzialkonservator Hugo Lemcke beschrieb Ende des 19. Jahrhunderts noch eine weitere größere Glocke, die auf 1587 datiert war. Diese war unter anderem vom Amtshauptmann Jürgen Köthe, dem Rentmeister Bartholomäus Peper sowie dem Pastor Johannes Cordes gestiftet worden.